# Karolina Ściegienny
Karolina Ściegienny (ur. 23 lutego 1923 w Kielcach, zm. 3 marca 2019) – polska malarka, rzeźbiarka, projektantka witraży, medalierka oraz pedagog.

## Życiorys
Była absolwentką Akademii Sztuk Pięknych im. Jana Matejki w Krakowie (1945-1950), gdzie kształciła się m.in. pod kierunkiem Xawerego Dunikowskiego oraz Stanisława Popławskiego (prywatnie - jej wuja). Podczas studiów poznała Włodzimierza Ściegiennego - malarza i architekta, za którego wkrótce wyszła za mąż. Po ukończeniu studiów przez krotki okres pracowała w krakowskim Domu Kultury, a następnie - w latach 50. XX wieku - wyjechała wraz z mężem do Częstochowy. Tam podjęła pracę pedagoga, ucząc w szkołach średnich, m.in. w II Liceum Ogólnokształcącym im. Romualda Traugutta (przez 20 lat), Liceum Plastycznym, Technikum Budowlanym, Liceum Ekonomicznym oraz Technicznych Zakładach Naukowych. Wykładała również w tamtejszym Studium Nauczycielskim (od 1971 r - Wyższej Szkole Nauczycielskiej). Od 1960 roku pełniła funkcję metodyka i wizytatora nauczania plastyki w szkołach województwa katowickiego.

Była członkinią Związku Polskich Artystów Plastyków, krakowskiego Stowarzyszenia Miłośników Sztuk Wszelakich oraz Stowarzyszenia Witraże 2000 z siedzibą w Paryżu. W 2005 roku, wraz ze Stowarzyszeniem Przyjaciół Gaude Mater wydała album „Ars Longa, Vita Brevis”, poświęcony twórczości jej męża Włodzimierza Ściegiennego.

### Twórczość
Karolina Ściegienny była autorką licznych projektów witraży, które obecnie znajdują się m.in. w Muzeum Archidiecezjalnym w Krakowie, krakowskich zbiorach oo. Franciszkanów, Muzeum Archidiecezji Częstochowskiej, kościele Najświętszej Maryi Panny Częstochowskiej w Częstochowie oraz częstochowskim Pałacu Ślubów. Zaprojektowała medale, związane m.in. jubileuszem 200-lecia krakowskiej dzielnicy Podgórze, pamięcią Zygmunta Krasińskiego (dla Złotego Potoku), pierwszą pielgrzymką Jana Pawła II do Polski oraz poświęcone takim osobom jak Brat Albert Chmielowski, papieże: Benedykt XVI i Franciszek czy prof. Jerzy Kołakowski - pierwszy rektor Politechniki Częstochowskiej. Była autorką popiersi m.in. Adama Mickiewicza, ks. Jana Dzierżonia oraz częstochowskich profesorów i duchownych. Tworzyła malarstwo (portrety, pejzaże, kompozycje abstrakcyjne i surrealistyczne) oraz grafiki. W swoim dorobku miała ponad dwieście wystaw malarskich oraz pięćdziesiąt wystaw rzeźb i medali.

## Nagrody i odznaczenia
- Nagroda Ministra Kultury i Sztuki (1975)
- Złoty Krzyż Zasługi (1975)
- nagroda Prezydenta Miasta Częstochowy dla artystów i twórców kultury (2006)
- Srebrny Medal „Zasłużony Kulturze Gloria Artis” (2009)
- Złota Odznaka "Zasłużony dla Województw Śląskiego"